# 神勇雙俠
《神勇雙俠》是美國動作喜劇影集，講述老派員警和現代警探的故事。2010年5月19日於福斯廣播公司首播，6月7日開始正式播放。